# Charles Murray, VII conte di Dunmore
Adolphus Charles Murray, VII conte di Dunmore (Londra, 24 marzo 1841 – 27 agosto 1907), è stato un nobile e politico scozzese.

## Biografia
Era il figlio maggiore di Alexander Murray, VI conte di Dunmore, e di sua moglie, Lady Catherine Herbert. Sua nonna materna era la nobildonna russa Ekaterina Vorontsova, figlia dell'ambasciatore russo a St. James, Semyon Romanovič Vorontsov.

## Carriera
Nel 1874 fu nominato Lord-in-waiting nel governo Disraeli, incarico che ricoprì fino al 1880. Nel 1875 fu nominato Lord luogotenente di Stirlingshire, incarico che tenne fino al 1885. Nel 1882 venne nominato tenente colonnello dell'Inverness-shire 1° Rifle Volunteers (più tardi 1º Battaglione Volontari, Queen's Own Cameron Highlanders). Andò in pensione nel 1896.

## Matrimonio
Sposò, il 5 aprile 1866, Lady Gertrude Coke, figlia di Thomas Coke, II conte di Leicester, e di Juliana Whitbread. Ebbero sei figli:
- Lady Evelyn Cobbold (1867-1963), sposò John Dupuis Cobbold, ebbero tre figli;
- Lady Muriel (1869-1946), sposò Harold Gore Browne, non ebbero figli;
- Alexander Murray, VIII conte di Dunmore (1871-1962);
- Lady Grace (1873-1960), sposò William James Barry, ebbero quattro figli;
- Lady Victoria Alexandrina (1877-1925), sposò Alfred Templer, XXVII barone Templer (1868-1952);
- Lady Mildred (1878-1969), sposò in prime nozze Gilbert Follet ed ebbero due figli, sposò in seconde nozze Sir John FitzGerald, III Baronetto.
- Lady Debra (1910-1999), sposò José Cabrera (1906-1969).

## Morte
Morì il 27 agosto 1907, all'età di 66 anni.

## Ascendenza
|                                          |                                        |                                             | Genitori                                           |  |  | Nonni |  |  | Bisnonni                            |  |  | Trisnonni                                |  |
|                                          |                                        |                                             |                                                    |  |  |       |  |  | 8. John Murray, IV conte di Dunmore |  |  | 16. William Murray, III conte di Dunmore |  |
|                                          |                                        |                                             |                                                    |  |  |       |  |  | 8. John Murray, IV conte di Dunmore |  |  | 16. William Murray, III conte di Dunmore |  |
|                                          |                                        | 17. Catherine Murray                        |                                                    |  |  |       |  |  | 8. John Murray, IV conte di Dunmore |  |  |                                          |  |
| 4. George Murray, V conte di Dunmore     |                                        |                                             |                                                    |  |  |       |  |  | 8. John Murray, IV conte di Dunmore |  |  |                                          |  |
|                                          |                                        | 9. Charlotte Stewart                        | 18. Alexander Stewart, VI conte di Galloway        |  |  |       |  |  |                                     |  |  |                                          |  |
|                                          |                                        | 9. Charlotte Stewart                        | 18. Alexander Stewart, VI conte di Galloway        |  |  |       |  |  |                                     |  |  |                                          |  |
|                                          |                                        | 9. Charlotte Stewart                        | 19. Catherine Cochrane                             |  |  |       |  |  |                                     |  |  |                                          |  |
| 2. Alexander Murray, VI conte di Dunmore |                                        | 9. Charlotte Stewart                        |                                                    |  |  |       |  |  |                                     |  |  |                                          |  |
|                                          |                                        | 10. Archibald Hamilton, IX duca di Hamilton | 20. James Hamilton, V duca di Hamilton             |  |  |       |  |  |                                     |  |  |                                          |  |
|                                          |                                        | 10. Archibald Hamilton, IX duca di Hamilton | 20. James Hamilton, V duca di Hamilton             |  |  |       |  |  |                                     |  |  |                                          |  |
|                                          |                                        | 10. Archibald Hamilton, IX duca di Hamilton | 21. Anne Spencer                                   |  |  |       |  |  |                                     |  |  |                                          |  |
| 5. Susan Hamilton                        |                                        | 10. Archibald Hamilton, IX duca di Hamilton |                                                    |  |  |       |  |  |                                     |  |  |                                          |  |
|                                          |                                        | 11. Harriet Stewart                         | 22. Alexander Stewart, VI conte di Galloway (= 18) |  |  |       |  |  |                                     |  |  |                                          |  |
|                                          |                                        | 11. Harriet Stewart                         | 22. Alexander Stewart, VI conte di Galloway (= 18) |  |  |       |  |  |                                     |  |  |                                          |  |
|                                          |                                        | 11. Harriet Stewart                         | 23. Catherine Cochrane (= 19)                      |  |  |       |  |  |                                     |  |  |                                          |  |
| 1. Charles Murray, VII conte di Dunmore  |                                        | 11. Harriet Stewart                         |                                                    |  |  |       |  |  |                                     |  |  |                                          |  |
|                                          | 12. Henry Herbert, X conte di Pembroke | 24. Henry Herbert, IX conte di Pembroke     |                                                    |  |  |       |  |  |                                     |  |  |                                          |  |
|                                          | 12. Henry Herbert, X conte di Pembroke | 24. Henry Herbert, IX conte di Pembroke     |                                                    |  |  |       |  |  |                                     |  |  |                                          |  |
|                                          | 12. Henry Herbert, X conte di Pembroke | 25. Mary FitzWilliam                        |                                                    |  |  |       |  |  |                                     |  |  |                                          |  |
| 6. George Herbert, XI conte di Pembroke  | 12. Henry Herbert, X conte di Pembroke |                                             |                                                    |  |  |       |  |  |                                     |  |  |                                          |  |
|                                          |                                        | 13. Elizabeth Spencer                       | 26. Charles Spencer, III duca di Marlborough       |  |  |       |  |  |                                     |  |  |                                          |  |
|                                          |                                        | 13. Elizabeth Spencer                       | 26. Charles Spencer, III duca di Marlborough       |  |  |       |  |  |                                     |  |  |                                          |  |
|                                          |                                        | 13. Elizabeth Spencer                       | 27. Elizabeth Trevor                               |  |  |       |  |  |                                     |  |  |                                          |  |
| 3. Catherine Herbert                     |                                        | 13. Elizabeth Spencer                       |                                                    |  |  |       |  |  |                                     |  |  |                                          |  |
|                                          |                                        | 14. Semën Romanovič Voroncov                | 28. Roman Illarionovič Voroncov                    |  |  |       |  |  |                                     |  |  |                                          |  |
|                                          |                                        | 14. Semën Romanovič Voroncov                | 28. Roman Illarionovič Voroncov                    |  |  |       |  |  |                                     |  |  |                                          |  |
|                                          |                                        | 14. Semën Romanovič Voroncov                | 29. Marfa Ivanovna Surmina                         |  |  |       |  |  |                                     |  |  |                                          |  |
| 7. Ekaterina Semënovna Voroncova         |                                        | 14. Semën Romanovič Voroncov                |                                                    |  |  |       |  |  |                                     |  |  |                                          |  |
|                                          |                                        | 15. Ekaterina Alekseevna Senjavina          | 30. Aleksej Naumovič Senjavin                      |  |  |       |  |  |                                     |  |  |                                          |  |
|                                          |                                        | 15. Ekaterina Alekseevna Senjavina          | 30. Aleksej Naumovič Senjavin                      |  |  |       |  |  |                                     |  |  |                                          |  |
|                                          |                                        | 15. Ekaterina Alekseevna Senjavina          | 31. Anne Elisabeth von Braude                      |  |  |       |  |  |                                     |  |  |                                          |  |
|                                          |                                        | 15. Ekaterina Alekseevna Senjavina          |                                                    |  |  |       |  |  |                                     |  |  |                                          |  |